# Gassanizi

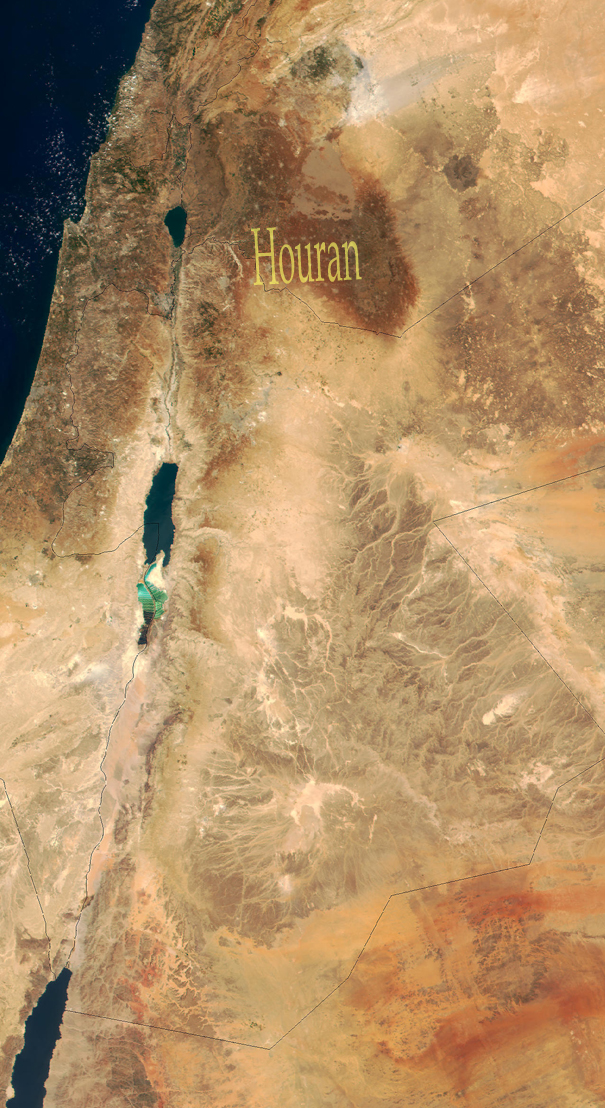
Hauran (la sud de Damasc) - locul unde s-au așezat Gassanizii la sosirea lor în Siria

Gassanizii (arabă: الغساسنة) (nume alternative: Al-Ghasāsinah, Banu Ghassan Fiii lui Ghassān) au fost un grup de triburi arabe creștine sudice care au emigrat în secolul al III-lea din Yemen în Hauran (sudul Siriei), Iordania și în Țara Sfântă - unde s-au amestecat cu coloniștii greco-romani și comunitățile grecești creștine timpurii. Termenul Ghassān se referă la regatul Gassanizilor.

## În Siria
Regele Amr bin Jafna a emigrat cu familia și suita sa și s-a stabilit în Hauran (la sud de Damasc), unde a fost fondat statul ghassanid. Se presupune că Gassanizii au adoptat religia creștină după ce au ajuns în Siria.

## În timpul romanilor

Anul 565: Regatul Gassanizilor între Imperiul Roman și Imperiul Persan (dinastia Sasanizilor)

Romanii au avut un aliat puternic în acești noi sosiți arabi din sudul Siriei. Ghassanizii au format o zonă tampon împotriva beduinilor care făceau dese incursiuni pe teritoriul roman. Mai precis regii Ghassanizii pot fi numiți phylarchs - adică conducători nativi ai unor state supuse de lângă frontiera romană. Capitala regatului a fost la Jabiyah aflată pe înălțimile Golan. Din punct de vedere geografic, Ghassanizii au ocupat o parte mare din Siria, Muntele Hermon (Liban), Iordania și Israel. Autoritatea lor s-a extins -prin intermediul unor alianțe tribale cu alte triburi Azdi- de la Hijaz în nord până la Yathrib (Medina) în sud.

## În timpul bizantinilor
Până la Cucerirea musulmană a Egiptului roman din 639–642, gassanizii au fost aliați ai bizantinilor.

## Gassanizii și Islamul
Au existat conflicte intre arabii crestini(gassanizii) si arabii musulmani s-au dat lupte.
O personalitate importanta din lumea araba crestina care a scris despre islam este Sf Ioan Damaschin si foarte probabil sa se fii tras din tribul Gassaniziilor.
Au existat unii Gadsanizii care s-au convertit la islam, insa cei care nu au făcut-o sunt in ziua de astazi arabii crestin din Siria, Iordania, Israel, Turcia, etc.

## Listă de regi Gassanizi
1. Jafnah I ibn `Amr (220-265)
2. `Amr I ibn Jafnah (265-270)
3. Tha'labah ibn Amr (270-287)

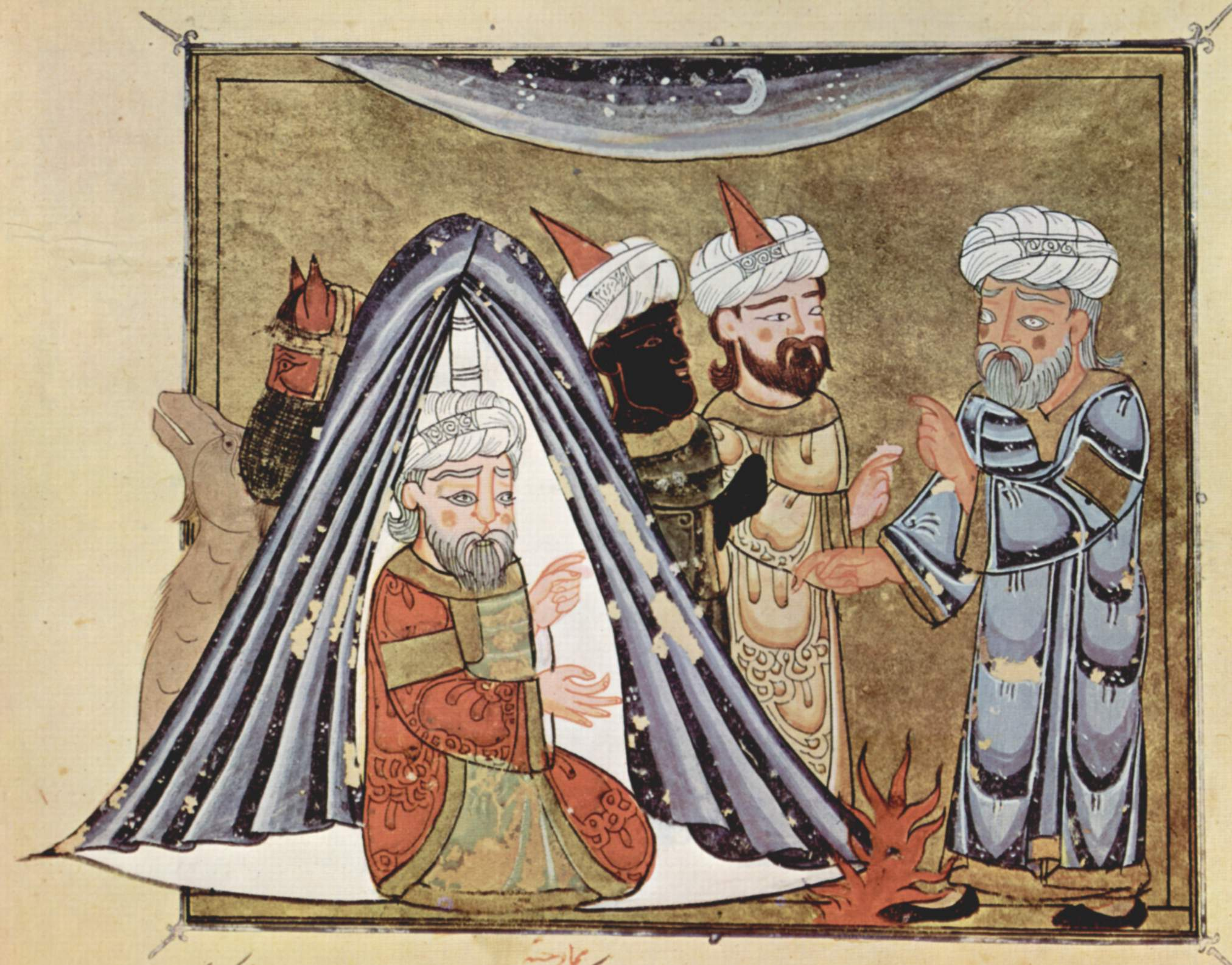
Al-Harith -Regele Ghassanid al arabilor- în poveștile arabe și Saga

4. al-Harith I ibn Th`alabah (287-307)
5. Jabalah I ibn al-Harith I (307-317)
6. al-Harith II ibn Jabalah "ibn Maria" (317-327)
7. al-Mundhir I Tatăl ibn al-Harith II (327-330) cu...
8. al-Aiham ibn al-Harith II (327-330) și...
9. al-Mundhir II Fiul ibn al-Harith II (327-340) și...
10. al-Nu`man I ibn al-Harith II (327-342) și...
11. `Amr II ibn al-Harith II (330-356) și...
12. Jabalah II ibn al-Harith II (327-361)
13. Jafnah II ibn al-Mundhir I (361-391) cu...
14. al-Nu`man II ibn al-Mundhir I (361-362)
15. al-Nu`man III ibn 'Amr ibn al-Mundhir I (391-418)
16. Jabalah III ibn al-Nu`man (418-434)
17. al-Nu`man IV ibn al-Aiham (434-455) cu...
18. al-Harith III ibn al-Aiham (434-456) și...
19. al-Nu`man V ibn al-Harith (434-453)
20. al-Mundhir II ibn al-Nu`man (453-472) cu...
21. `Amr III ibn al-Nu`man (453-486) și...
22. Hijr ibn al-Nu`man (453-465)
23. al-Harith IV ibn Hijr (486-512)
24. Jabalah IV ibn al-Harith (512-529)
25. al- Amr IV ibn Machi (Mah’shee) (529)
26. al-Harith V ibn Jabalah (529-569)
27. al-Mundhir III ibn al-Harith (569-581) cu...
28. Abu Kirab al-Nu`man ibn al-Harith (570-582)
29. al-Nu'man VI ibn al-Mundhir (581-583)
30. al-Harith VI ibn al-Harith (583)
31. al-Nu'man VII ibn al-Harith Abu Kirab (583- ?)
32. al-Aiham ibn Jabalah (? -614)
33. al-Mundhir IV ibn Jabalah (614- ?)
34. Sharahil ibn Jabalah (61 -618)
35. Amr IV ibn Jabalah (628)
36. Jabalah V ibn al-Harith (628-632)
37. Jabalah VI ibn al-Aiham (632-638)
38. Ghassan Al-Hourani (638 - ?)